# Omphaliodes
Omphaliodes là một chi bướm đêm đơn loài thuộc họ Anthelidae được Felder khởi xướng năm 1874. Loài duy nhất của chi, Omphaliodes obscura, được Francis Walker mô tả năm 1856, được ghi nhận ở Úc.